# Votivkapelle (Berg)

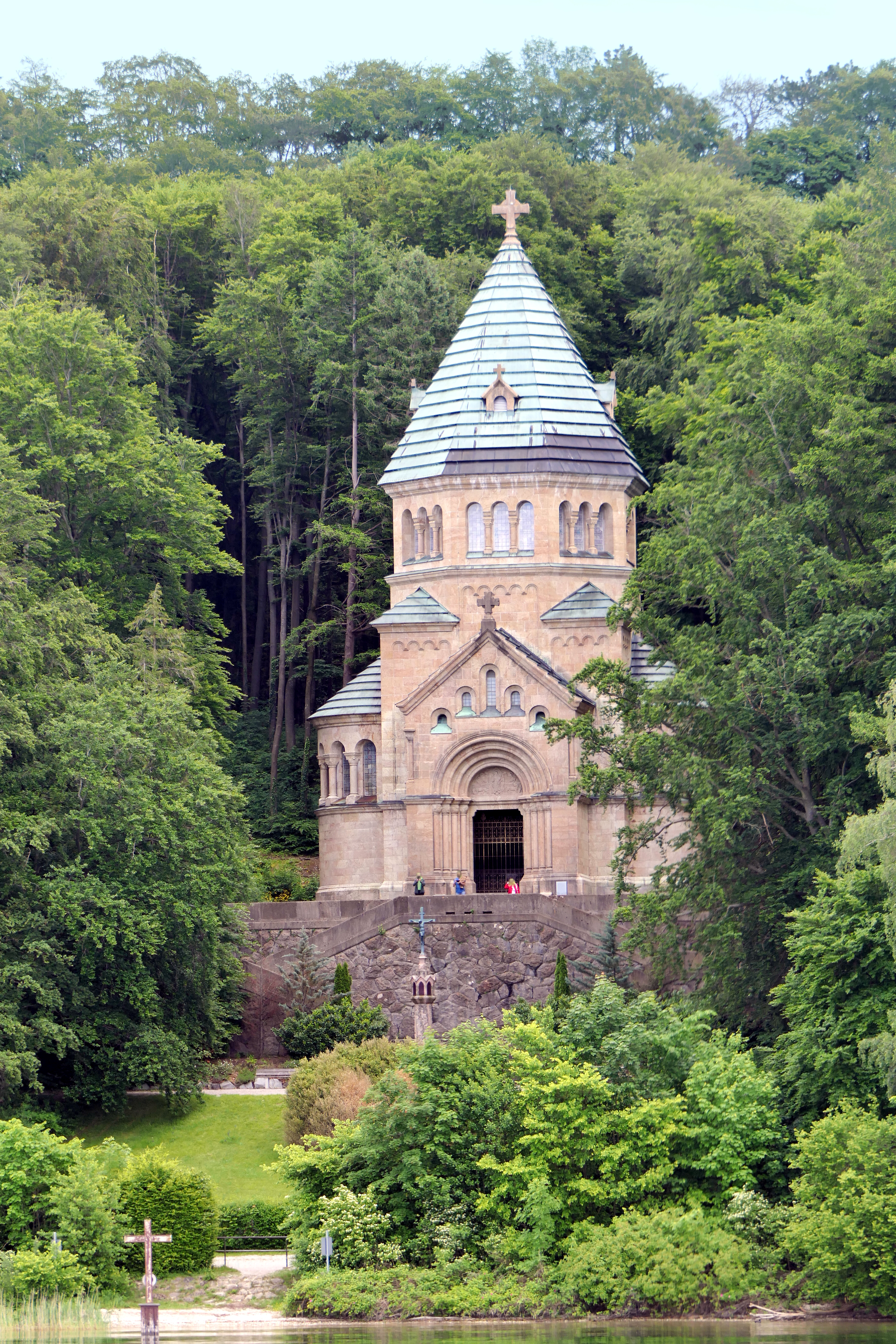
Votivkapelle in Berg mit Gedenkkreuz im Starnberger See

Die Votivkapelle in Berg am Starnberger See ist eine römisch-katholische Gedenkkapelle zur Erinnerung an den Tod des bayerischen Königs Ludwig II. Die Votivkapelle wurde von 1896 bis 1900 nach Plänen des Hofoberbaurates und ehemaligen Architekten Ludwigs II. Julius Hofmann errichtet. Sie ist dem heiligen König Ludwig IX. von Frankreich gewidmet. Vor der Kapelle steht eine sogenannte Totenleuchte.

## Geschichte

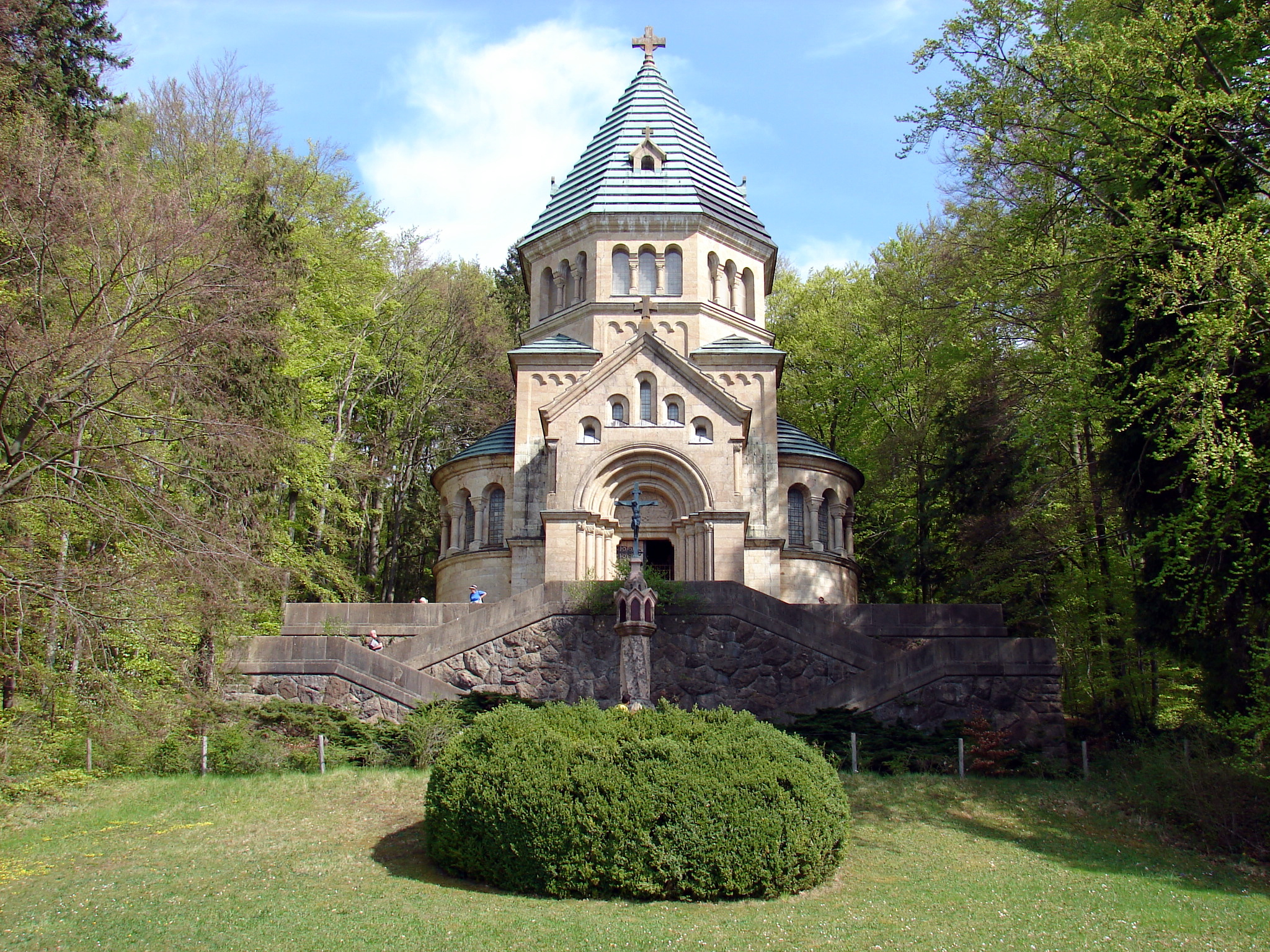
Frontfassade mit Totenleuchte

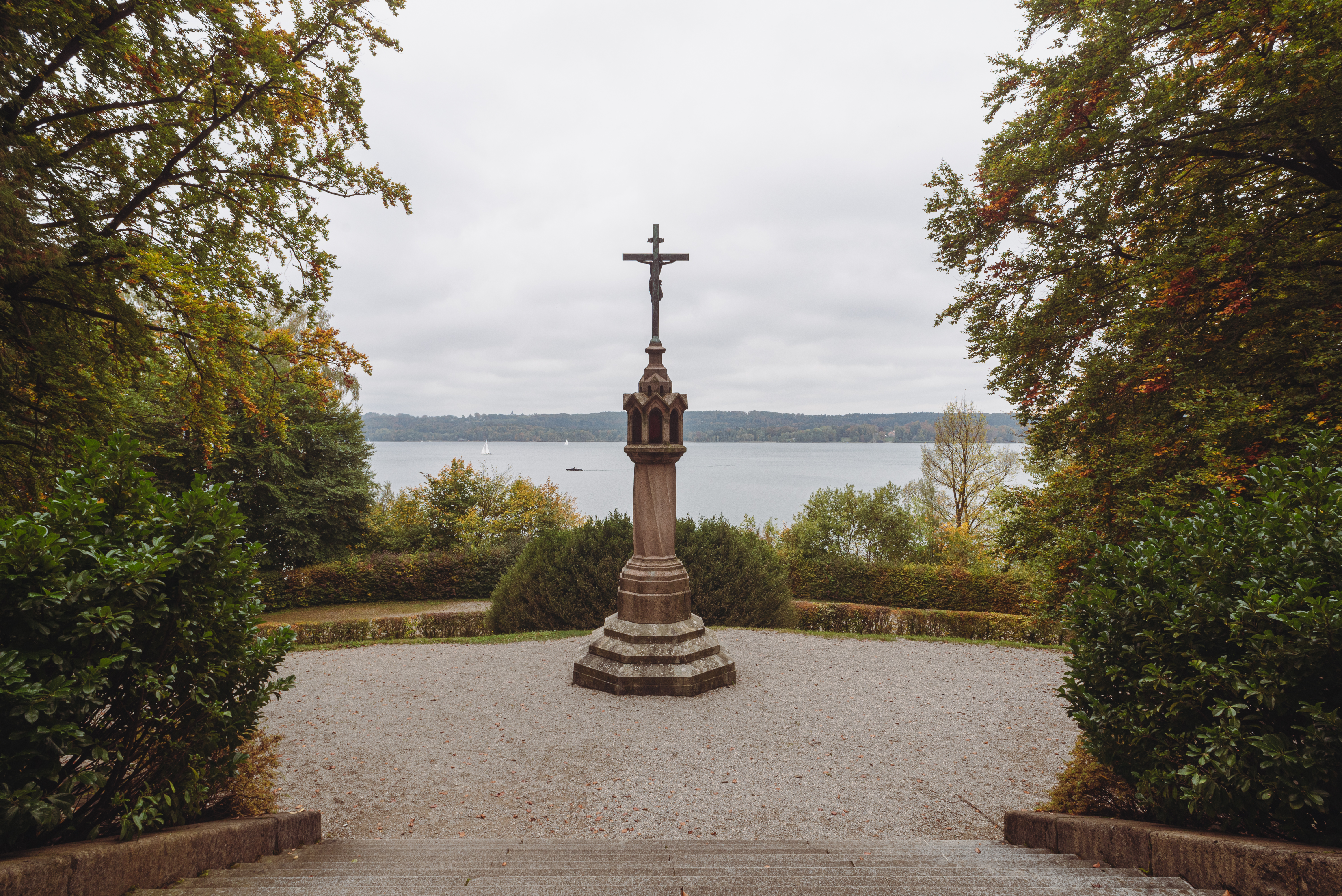
Totenleuchte mit Blick auf den Starnberger See

Am 13. Juni 1886 starb König Ludwig II. unter ungeklärten Umständen im Starnberger See auf Höhe von Schloss Berg. Noch im selben Jahr spendete seine Mutter Marie eine Totenleuchte, die heute zwischen Seeufer und Votivkapelle aufgestellt ist. Im See wurde außerdem ein Kreuz errichtet, um die Stelle zu bezeichnen, an der Ludwig II. leblos aufgefunden worden war.
Den Grundstein zum Bau der Kapelle legte Prinzregent Luitpold am 10. Todestag des Königs im Juni 1896. Bereits vier Jahre später konnte die im neuromanischen Stil auf einem Betonfundament erbaute Kapelle geweiht werden.
Noch heute treffen sich „Königstreue“ jährlich am Sonntag nach Ludwigs Todestag zu einem Gedenkgottesdienst. Organisiert wird die Veranstaltung vom Verein „Ludwig II. – Deine Treuen“.
Schon in den 1920er-Jahren war eine Renovierung erforderlich. Von 2014 bis 2018 wurde die Kapelle erneut renoviert. Dabei wurde das Blechdach erneuert, und die spröden Fugen der Fassade wurden repariert. Besonders die Gemälde an Decke und Wänden der Kapelle wurden aufwändig restauriert. Durch starke Feuchtigkeit hatten sich über die Jahre Salzablagerungen in den bis zu einem Meter dicken Wänden gebildet, die vorsichtig entfernt wurden. Die Kosten sind nicht öffentlich bekannt, doch der Wittelsbacher Ausgleichsfonds erhielt als Organisator für die Renovierung die Bayerische Denkmalschutzmedaille.

## Architektur und Ausstattung
Die Kapelle wurde im byzantinisch-neuromanischen Stil als Kuppelbau mit Drei-Konchen-Anlage gestaltet. Der obere Teil ist achteckig; er ist mit einem Zeltdach geschlossen. Vom Mittelbau zweigen drei Konchen und der westliche Portalbau ab. Die Kapelle ist außen 32 Meter und innen 22 Meter hoch. Die Innenwände sind oberhalb eines Sockels mit Fresken von August Spieß gestaltet. In der Kuppel thront die Gottesmutter Maria als Patrona Bavariae, in der Apsiswölbung Christus als Pantokrator in der Mandorla. In den acht Seitenwänden der Kuppel sind die Patrone der acht bayerischen Bistümer und die bayerischen Hof-, Ordens- und Schutzpatrone dargestellt. Zudem finden sich in den Konchen der heilige Ludwig von Frankreich, der heilige Hubertus von Lüttich, der heilige Georg und der Erzengel Michael.
Die Votivkapelle Berg ist Eigentum des Wittelsbacher Ausgleichsfonds und kann von April bis Oktober besichtigt werden.

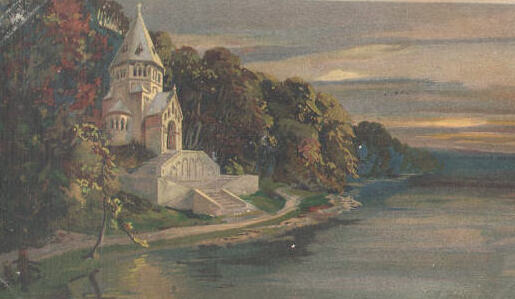
Postkarte von Michael Zeno Diemer (1900)
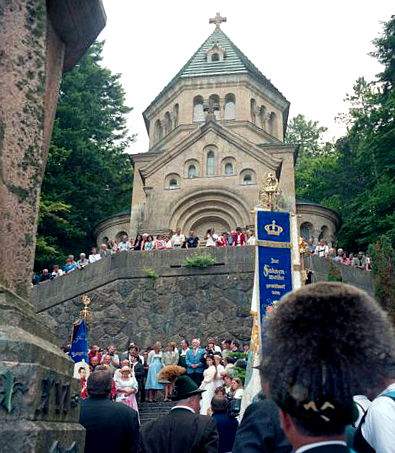
Königstreue an der Kapelle, 2002
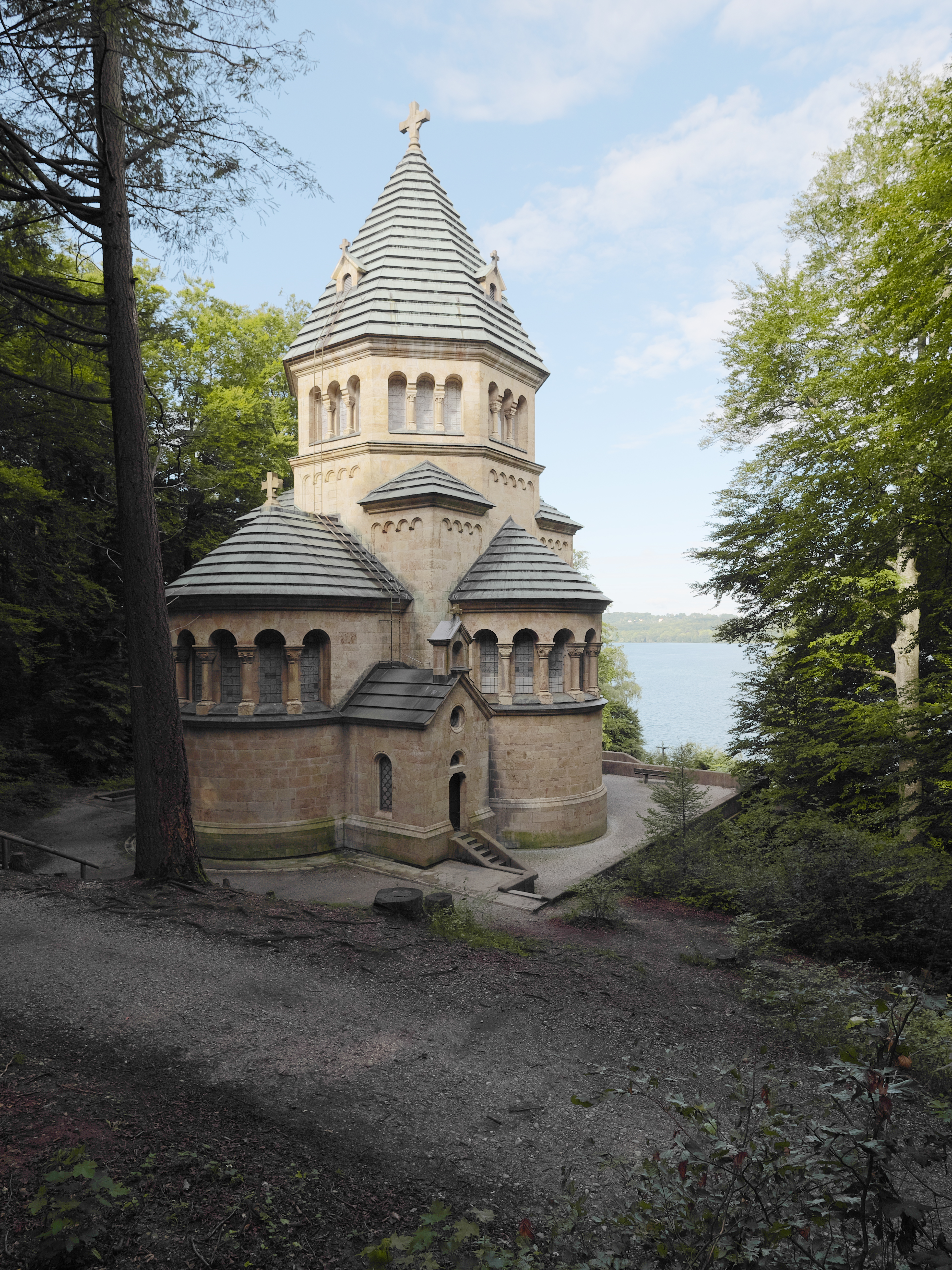
Rückfassade mit Konchen
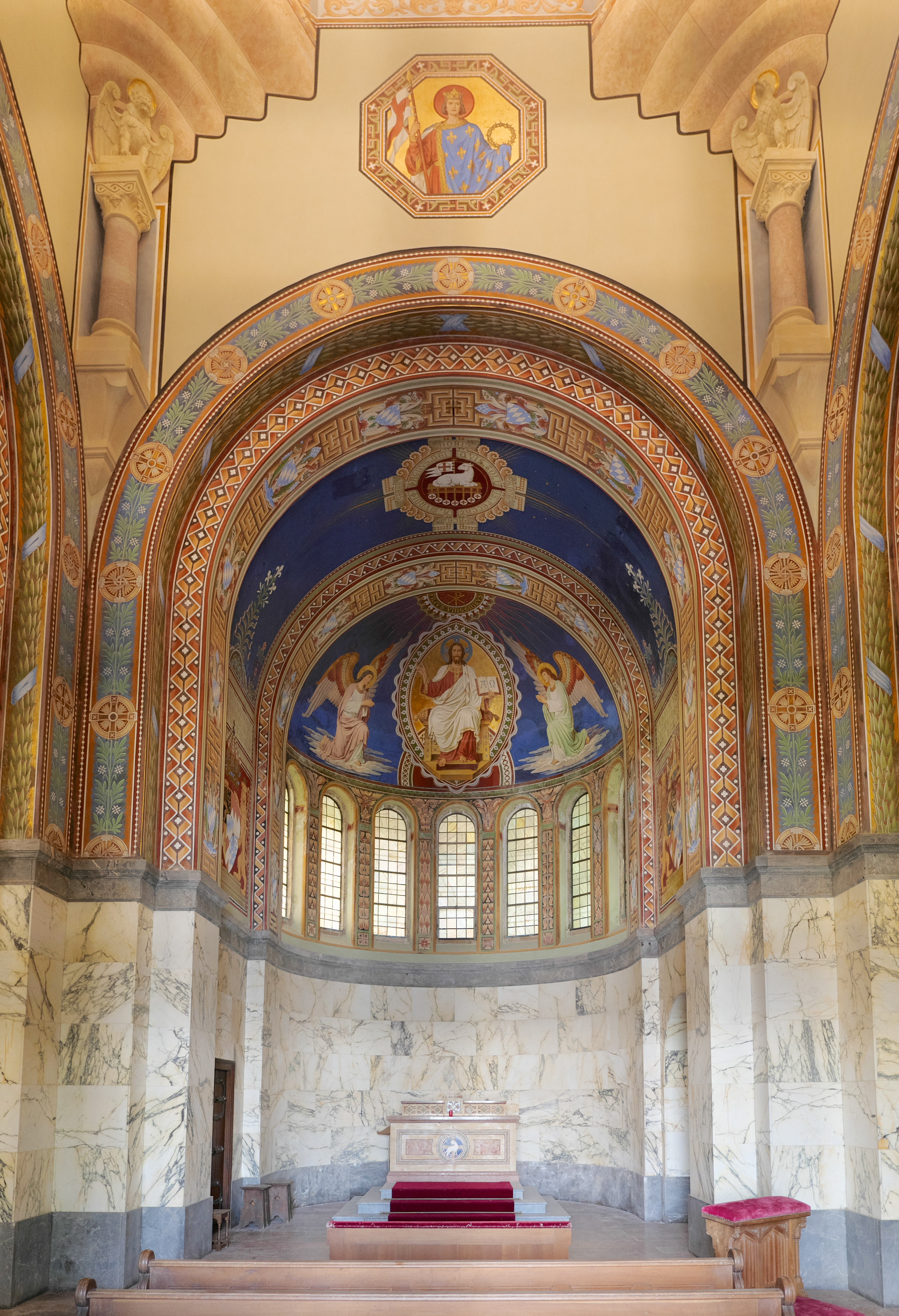
Chor mit Fresken
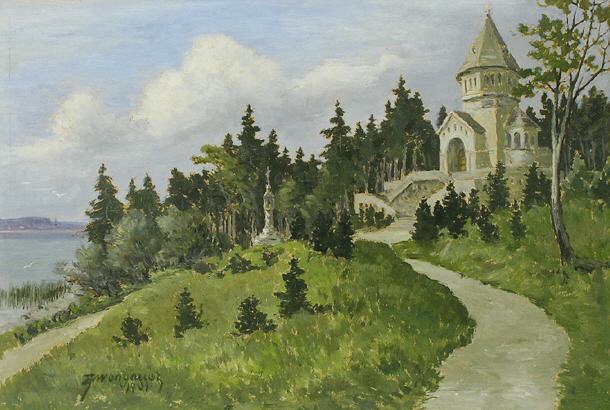
Gemälde von Anton Zwengauer (1901)
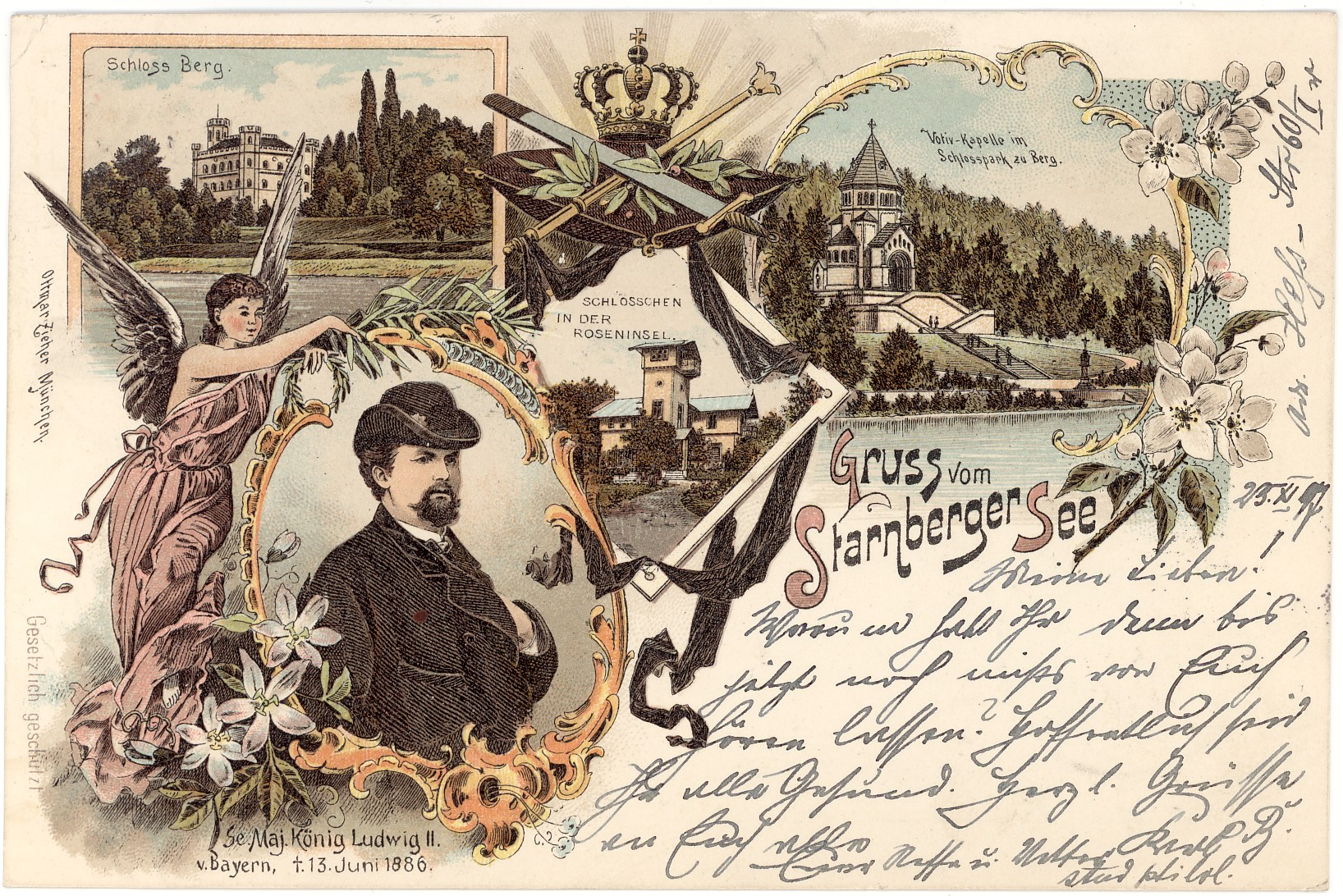
Postkarte mit Ansicht der Kapelle
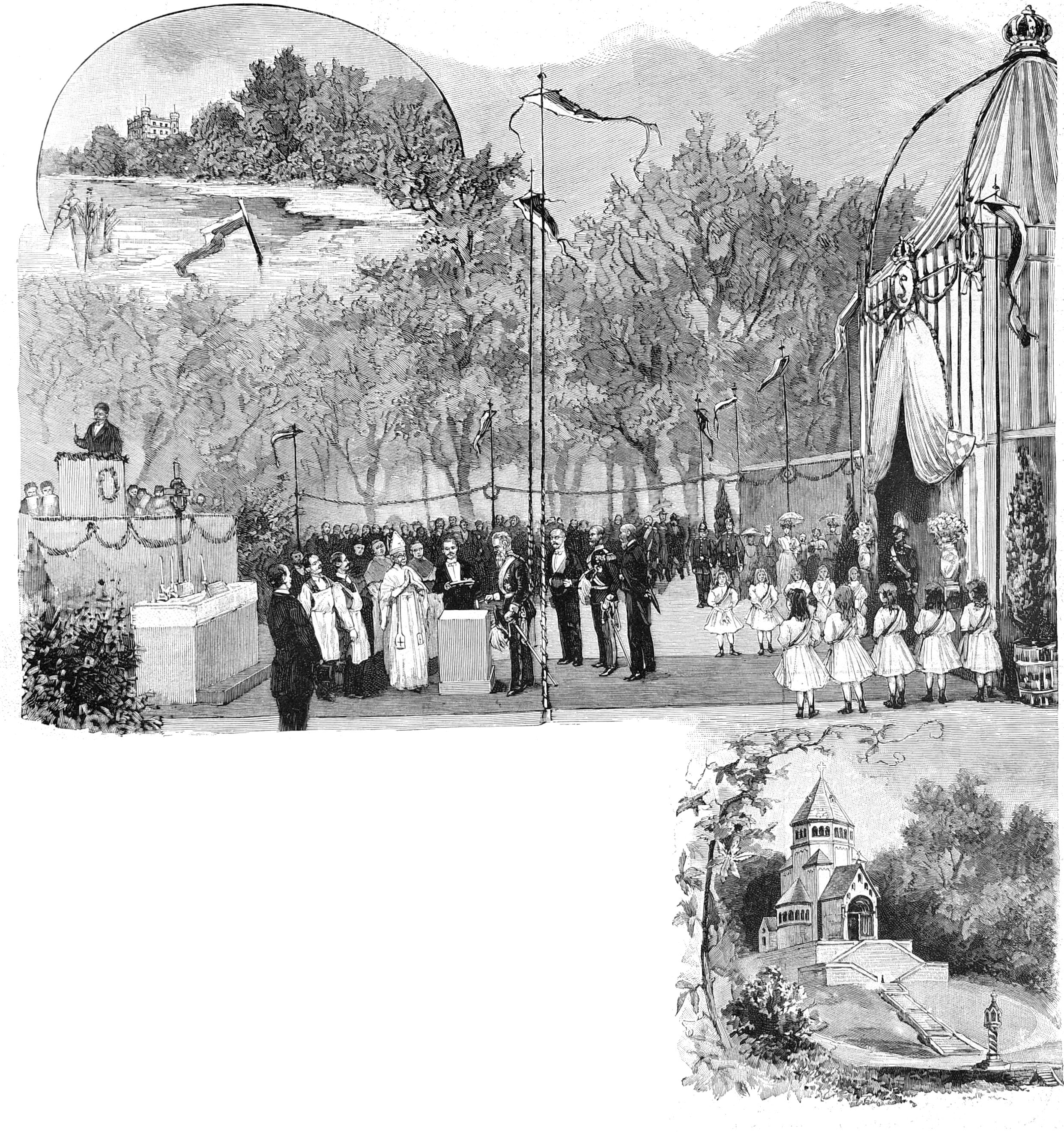
Zeichnung der Grundsteinlegung von Emanuel Bachrach-Barée